# Prinsessekage
Prinsessekage (svensk: prinsesstårta) er en svensk kage af lagkage- eller butterdejsbund fyldt med flødeskum og kagecreme og sædvanligtvis med et overtræk af grøn marcipan; en sådan kage med gul marcipan kaldes prinsekage (prinstårta) og en med rosa eller rød marcipan operakage (operatårta). Et stykke af en sådan kage kaldes prinsessbakelse ("prinsessebagvœrk"); et lignende dansk bagværk, hvilket stammer fra vestlige Sjælland, kaldes gåsebryst (eftersom overtrækket af marcipan ligner brystet på en gås).